# ヴィクトリエイ通り
ヴィクトリエイ通りまたは勝利通り (ルーマニア語: Calea Victoriei) は、ブカレスト中心部を貫く通りである。セクター1に位置し、ドゥンボヴィツァ川沿いのスプライウ・インデペンデンツェイから2.7km北上して、ヴィクトリエイ広場でキセリョフ道路に接続する。

## 歴史

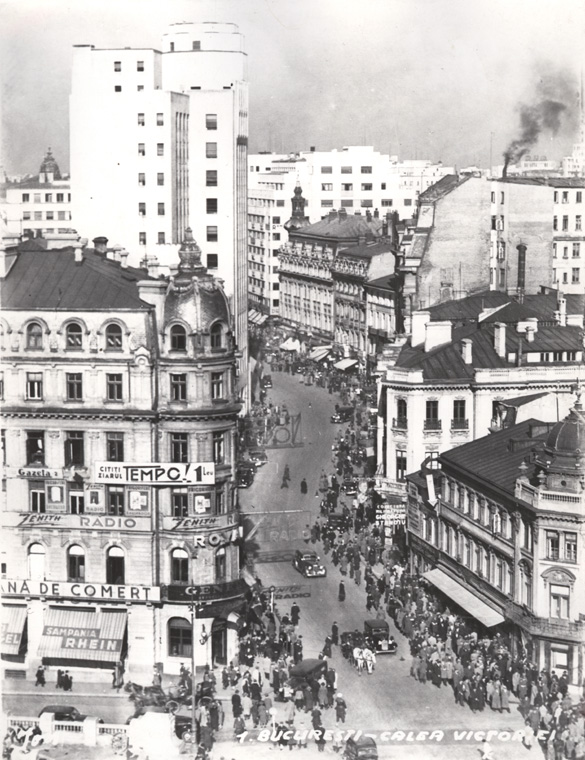
1935年のヴィクトリエイ通り。左手にホテル・キャピトル、右手にカーサ・カプサがある。奥の高い建物は電話宮殿

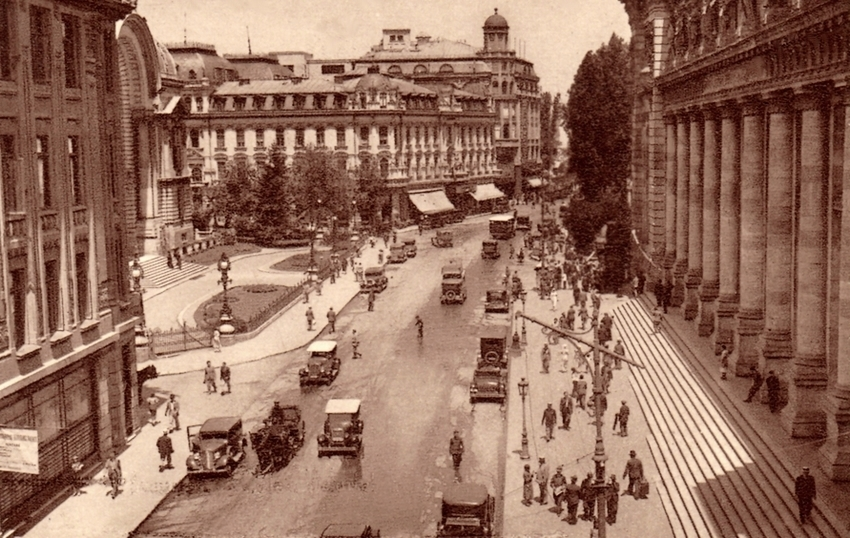
1940年代のヴィクトリエイ通り。郵便宮殿（現在の歴史博物館）とCEC宮殿（左）

もともと、現在のヴィクトリエイ通りは、「大通り (Ulița Mare)」や「ブラショヴ道路 (Drumul Brașovului)」と呼ばれており、ブカレストとトランシルヴァニアのブラショヴを結ぶ交易路の一部となっていた。1692年、君主のコンスタンティン・ブルンコヴェアヌが通りを木材で舗装し、バラチェニ、セント・ジョン修道院、ズラタリ修道院、カンタクゼノス、サリンダリ修道院を通る道路が整備された。1692年以降は、ブカレスト中心部と、市内から数キロほど郊外にあるブルンコヴェアヌのモゴショアヤ宮殿を結んだことから「モゴショアヤ舗装道路 (Podul Mogoșoaiei)」と呼ばれるようになった。
当時、バルカン半島のほとんどの道路は、春や秋になるとぬかるんだが、モゴショアヤ舗装道路は木材で覆われていたためこれを防ぐことができた。そのため、この道路は地域内で最も重要な構造物の1つであり、ブカレスト市民の誇りでもあった。通り沿いは、ブカレストの最高級市街地となり、1775年には35のボヤールの屋敷が存在した。
モゴショアヤ舗装道路は、ブカレストで初めて、1814年7月から夜間に街灯がともされた。
木材はそれほど丈夫な素材ではなく、道路の状態が悪くなることも多かったため、1793年や1814年など、何度か修理が行われた。露土戦争後、ロシアがドナウ諸公国を占領すると、占領軍の指揮官、パーヴェル・キセリョフは、ヴィクトリエイ広場の北側に延びる道路を建設した。今日では、この道路は彼の名に因んでキセリョフ道路と呼ばれる。1842年、道路は玉石で舗装され、後にアスファルトへと更新された。
1878年10月12日には、ルーマニア独立戦争の勝利を記念して、通りが「ヴィクトリエイ通り（勝利通り）」に改められた。
現在では、通り沿いに新しいファッション店、アートブティック、コーヒーショップ、レストランが建ち並び、ブカレストの高級ショッピング街となっている。

## 沿道
通り沿いには、長らくコンスタンティン・タナセ・レヴュー劇場があったが、2006年にリプスカニ地区へ移転した。また、電話宮殿の北隣にはもともとルーマニア国立劇場が置かれており、跡地に2006年夏にオープンしたノボテルの前には、劇場のファサードが再現されている。アテネ音楽堂は、通りから少し下がったところにあり、その間は小さな公園になっている。
ヴィクトリエイ通りは、戦間期においてブカレストの目抜き通りであった。チューダー・オクタヴィアンは、「この通りは、建設者たちの考えが及んで、我々に権利があるならば、ブカレスト全体がどのように見えるか、ということを体現している」と書いている。以降の約半世紀は停滞の時代を経るが、現在ではかつての繁栄を取り戻してきている。
ルーマニア国立美術館（旧王宮）と通りを挟んで向かいにある大学図書館は、いずれも1989年のルーマニア革命で被害を受けたが、1990年代に再建されている。また、電話宮殿は1997年から2005年にかけて修復が行われ、アテネパレス・ホテル、マジェスティック・ホテル、キャピトル・ホテル、カプサ・ホテル、グランドホテル・ドゥ・ブルバードでも修復が実施されている最中である。コンチネンタルホテルとノボテルは修復を終えている。
主な施設（南下方向）
- カンタクジノ宮殿（ジョルジェ・エネスク博物館）
- コレクション美術館（国立美術館分館）
- シュティルベイ宮殿
- アテネパレス・ホテル（ヒルトンホテル）
- アテネ音楽堂
- ルーマニア国立美術館
- ブカレスト大学中央図書館
- クレツレスク教会
- 革命広場（復活の記念碑）
- 電話宮殿
- オデオン劇場
- カーサ・カプサ
- 国立軍事サークル宮殿
- マッカ・ヴィッラクロス・パサージュ
- ブカレスト・フィナンシャルプラザ
- ルーマニア国立歴史博物館、トラヤヌスとオオカミの像
- CEC宮殿

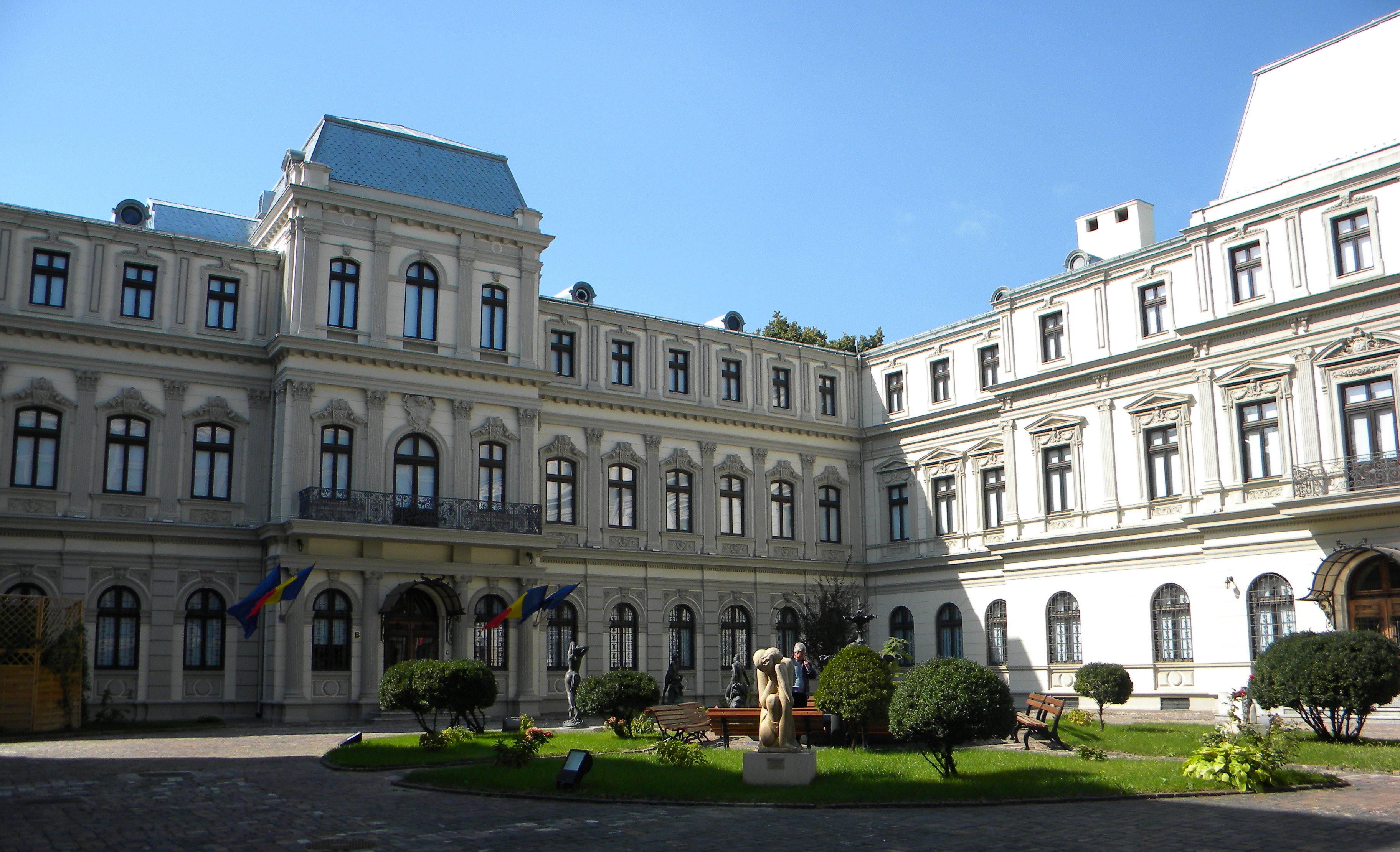
コレクション美術館
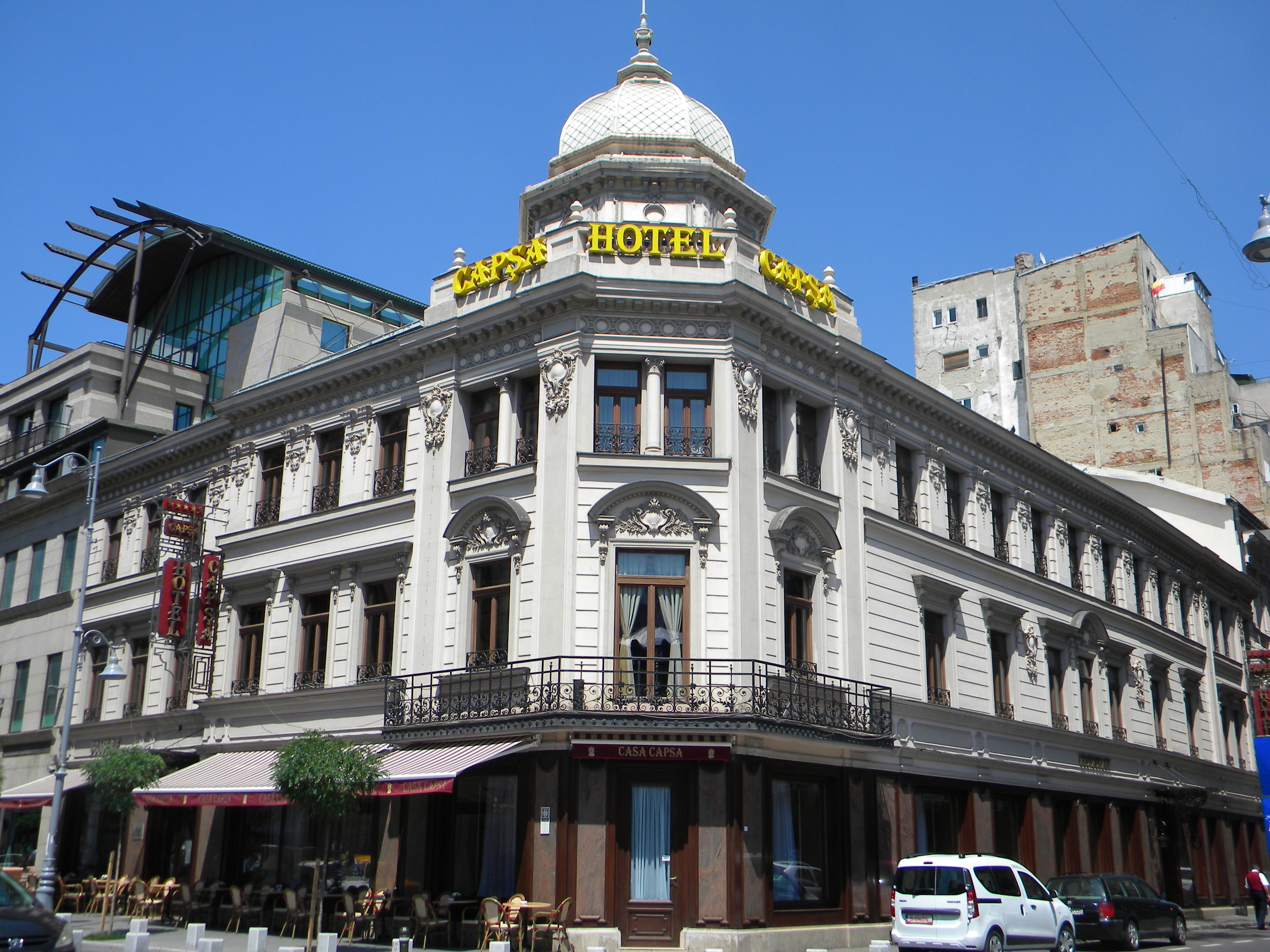
カーサ・カプサ
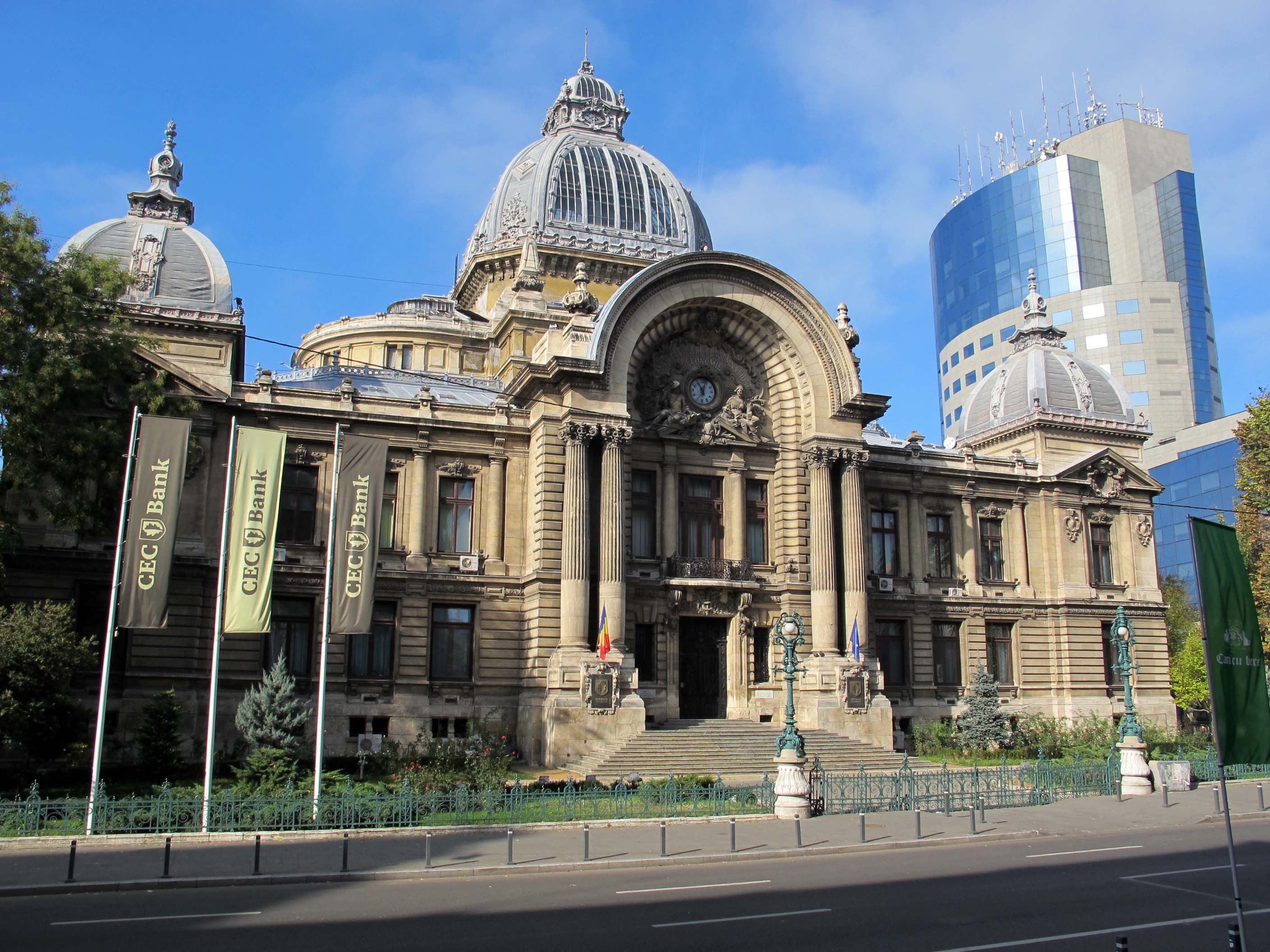
CEC宮殿
革命広場
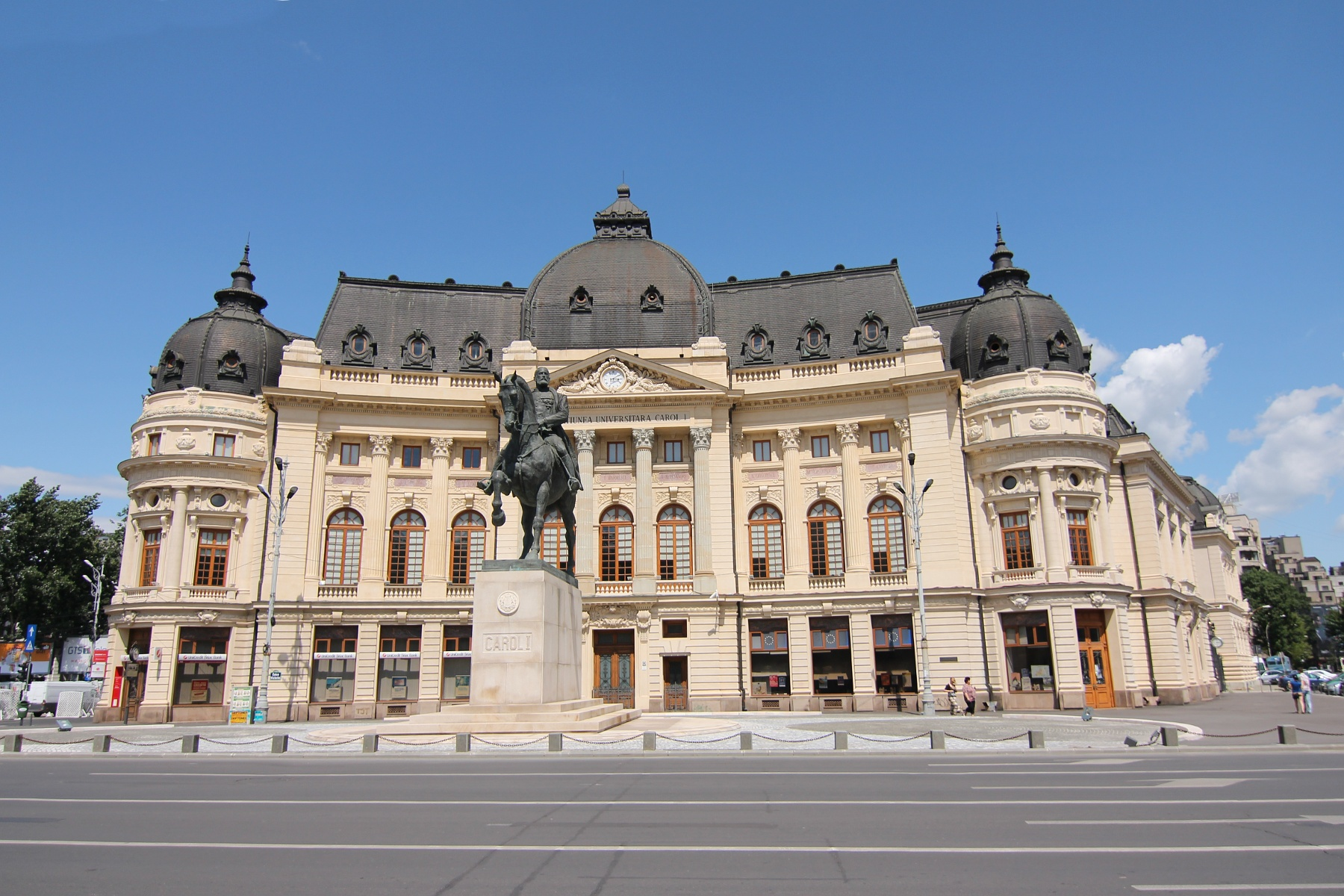
ブカレスト大学中央図書館
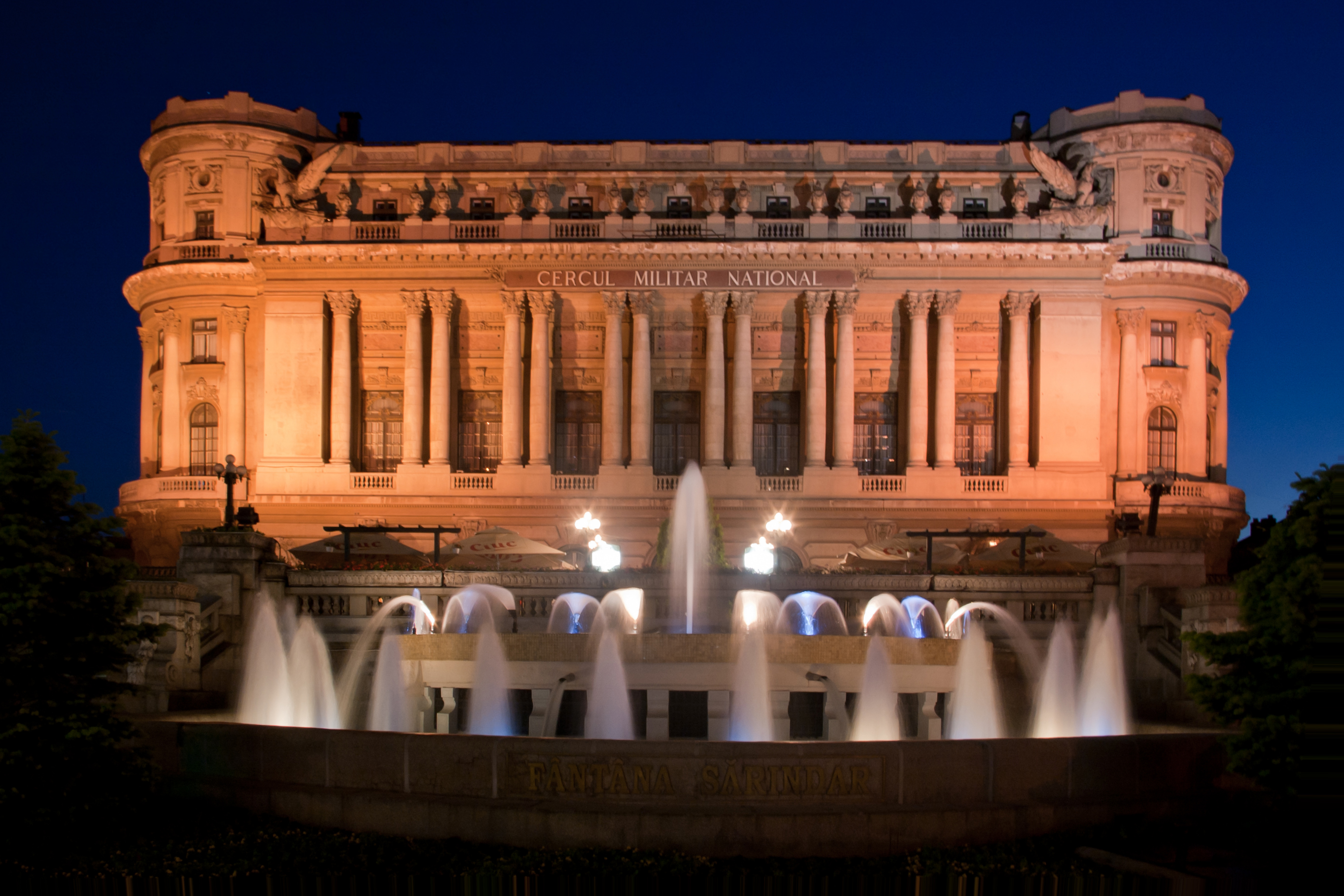
国立軍事サークル宮殿
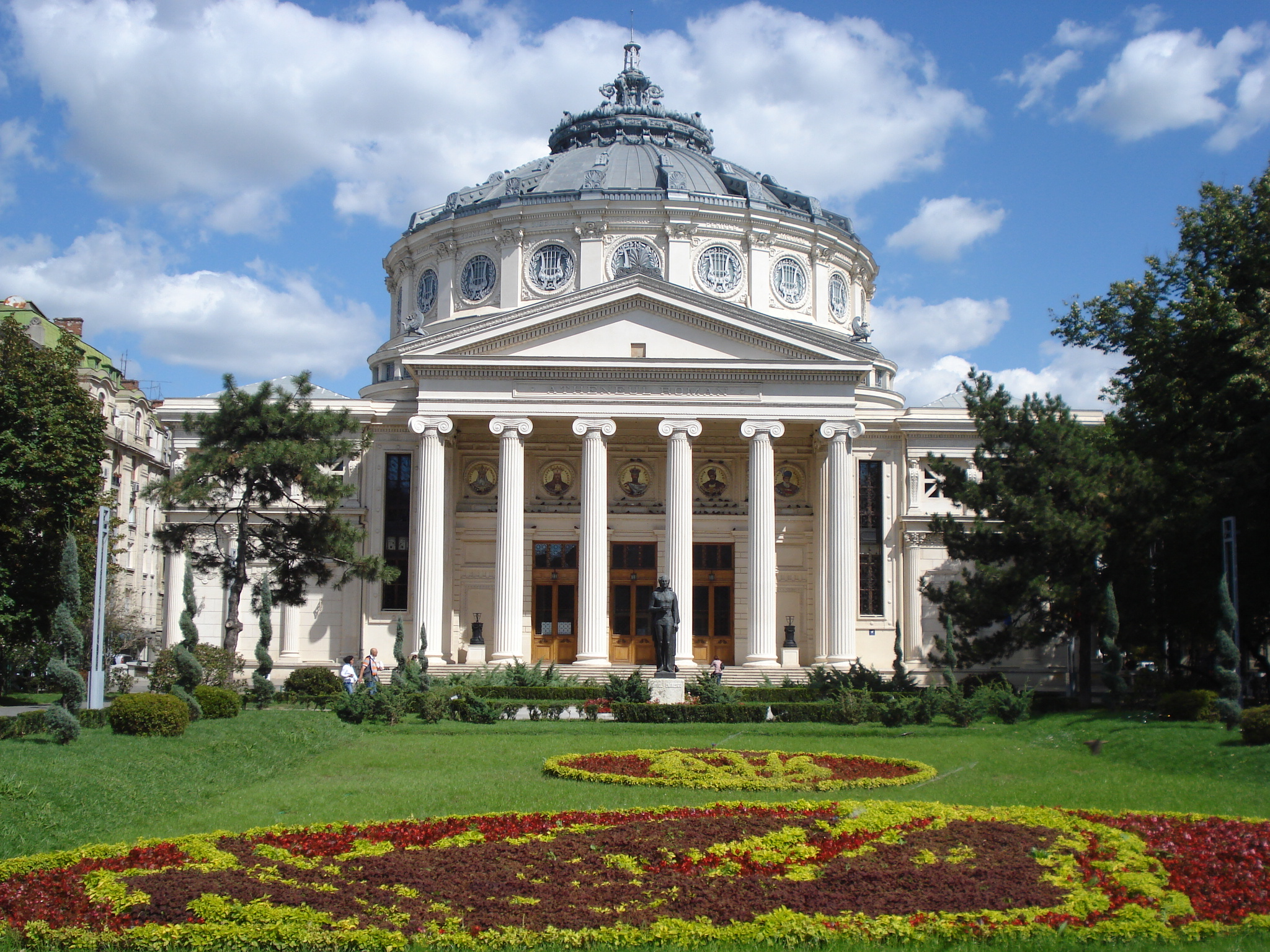
アテネ音楽堂
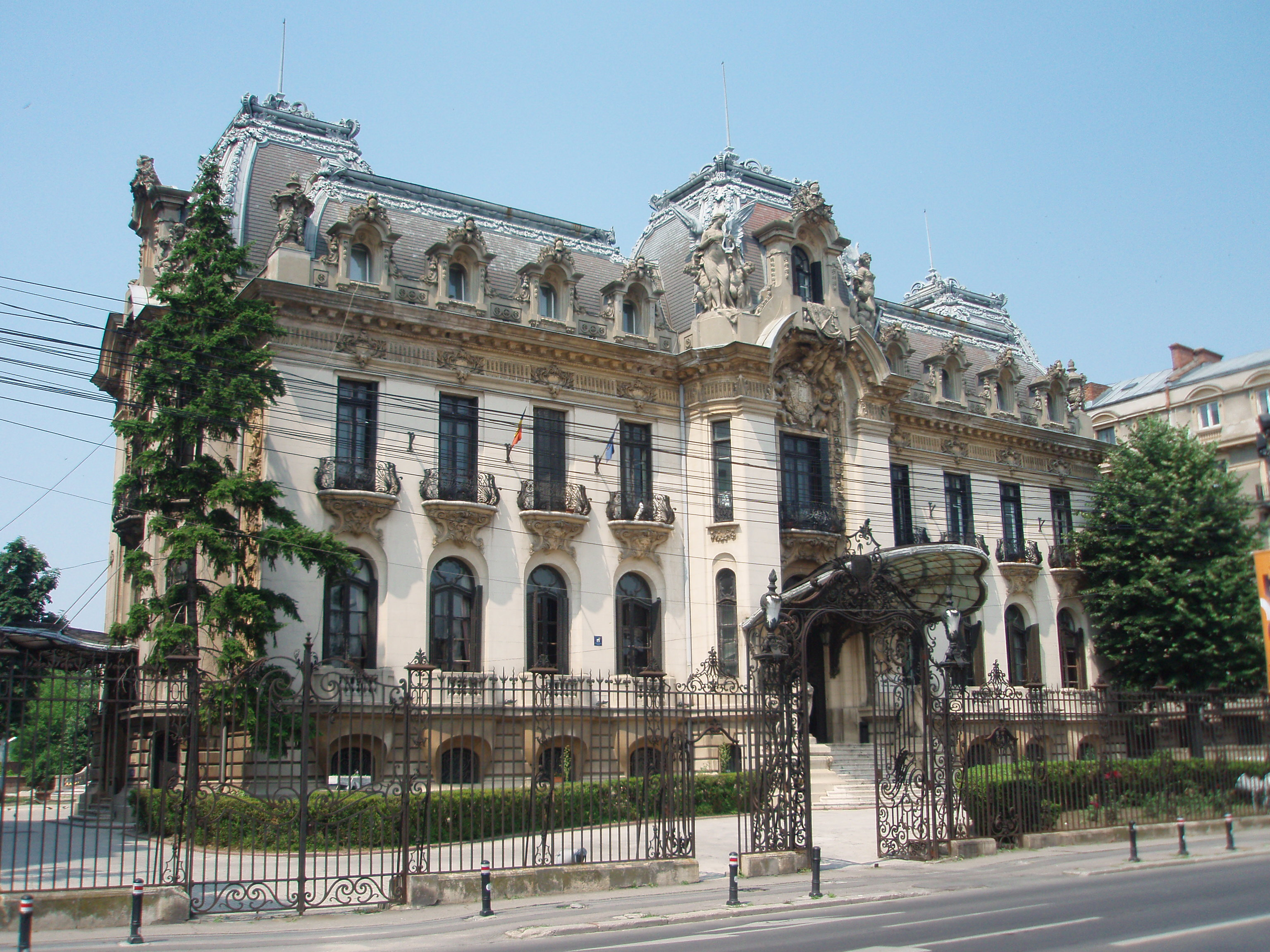
カンタクジノ宮殿